# Karg
Karg är en rollfigur i hollywoodfilmen He-Man - universums härskare från 1987, spelad av Robert Towers. Karg är prisjägare och kumpan till den onde Skeletor, He-Mans fiende. Tillsammans med tre andra prisjägare - Beast Man, Blade och Saurod har han i uppdrag att finna en av de "kosmiska nycklar" som He-Man och hans följeslagare har teleporterat från Eternia till Jorden. Karg känns igen med sitt vita hår och en handprotes i form av en krok med hullingar.